# Peder Galt
Peder Galt til Tidselholt, född omkring 1584, död 31 augusti 1644, var en dansk ämbetsman och sjöofficer.
Peder Galt var son till Lisbeth Huitfelt. Hans far ägde Ingelstad i Skåne
Peder Galt gjorde en tid tjänst i kansliet och var 1621–1624 danskt sändebud i Stockholm och var den förste fast ackrediterade diplomaten i Sverige. År 1627 gick han i sjötjänst och kommenderade 1631 en eskader i Östersjön. Galt var dock mer intresserad av poesi och rättshistoria än av sjön. År 1644 blev Galt dock viceamiral i generalamiralens eskader och deltog i sjöslaget vid Kolberger Heide 1644. Då generalamiralen i slaget sårades, blev Galt befälhavare för dennes eskader och på visst sätt överbefälhavare, om än underställd kungen. Den 27 juni gav kungen Galt order om att angripa svenskarna, men orden var ganska otydlig, och Galt försummade det tillfälle att angripa, som yppade sig den 30 juli. Dagen efter fick Galt order om att återvända till sin post som viceamiral, och sedan svenska flottan kommit undan ur Kielbukten, något som snarare var kungens än Galts fel, ställdes han till ansvar och blev av riksrådet som domstol dömd till döden för sin olydnad. Trots riksrådets vädjande till Christian IV om nåd blev Galt den 31 augusti avrättad på platsen utanför Christiansborg. 
Hans depescher från Stockholm har utgetts i Historiska handlingar 26:1 (1920) av Nils Ahnlund. Det är en lång serie brev till den danske rikskanslern Christian Friis.